# Masterpiece (Big Thief)
Masterpiece is het debuutalbum van de Amerikaanse band Big Thief. Het album kwam uit op 27 mei 2016 en bestaat uit twaalf verschillende tracks met een totale duur van 37 minuten en 18 seconden.
Het album werd in recensies gunstig beoordeeld.
Masterpiece werd opgenomen van 1 tot 12 juli 2015 in Essex in de staat New York.

## Nummers
1. Little Arrow - 1:58
2. Masterpiece - 3:50
3. Vegas - 2:19
4. Real Love - 4:17
5. Interstate - 3:24
6. Lorraine - 1:53
7. Paul - 3:03
8. Humans - 3:23
9. Velvet Ring - 2:35
10. Animals - 2:59
11. Randy - 3:09
12. Parallels - 4:23